# Grand Prix Formule 1 van Monaco 2011

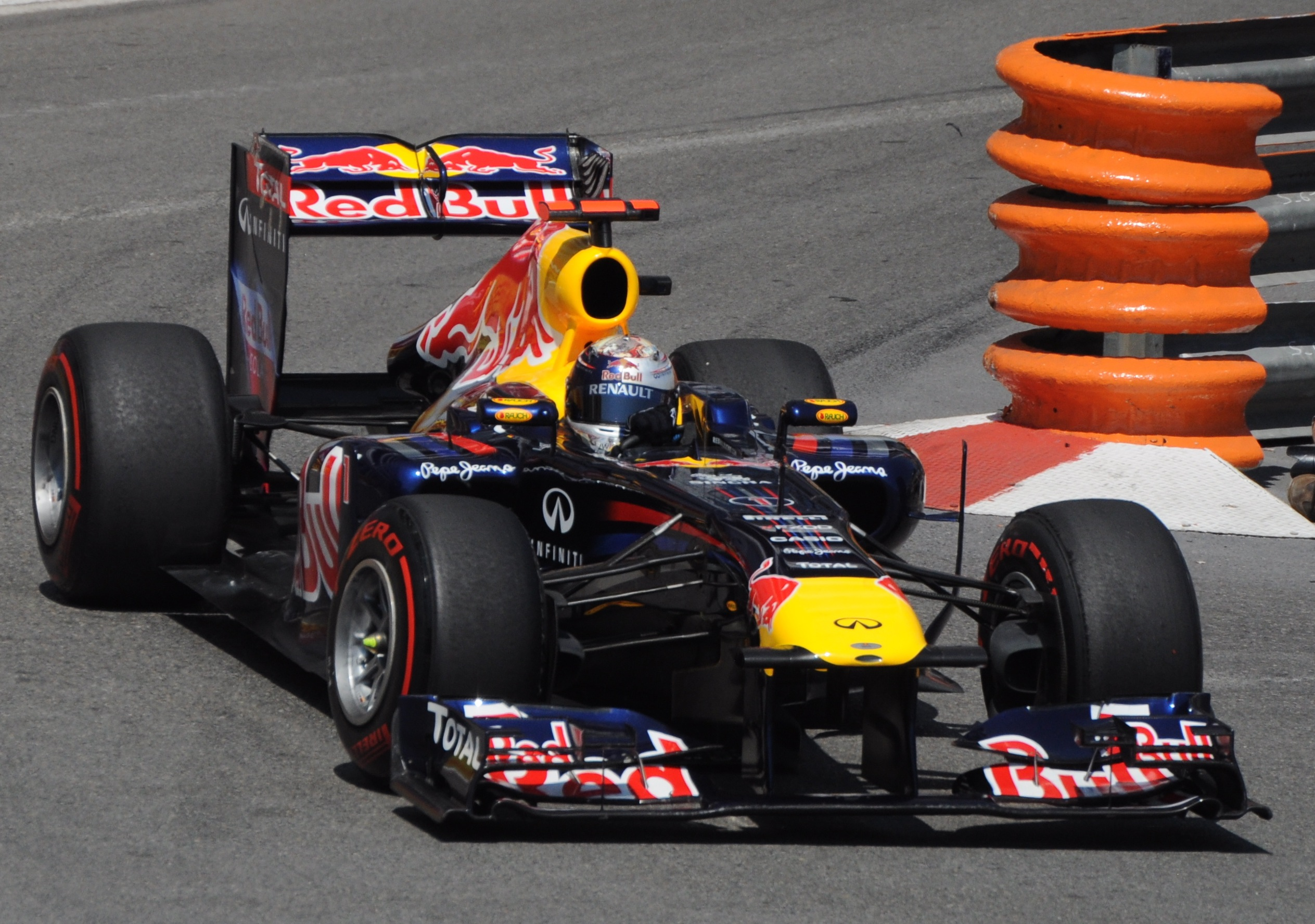
Ook in Monaco was Sebastian Vettel alles en iedereen te snel af. Het was alweer zijn vijfde overwinning van het seizoen.

De Grand Prix Formule 1 van Monaco 2011 werd gereden op 29 mei 2011, op het Circuit de Monaco. Het was de zesde race van het kampioenschap.
In Nederland was het de eerste Formule 1-race ooit die volledig in HD werd uitgezonden.

## Kwalificatie
In het derde deel van de kwalificatie crashte de Mexicaanse Sauber-coureur Sergio Pérez zwaar bij het uitkomen van de tunnel, een ongeluk dat vergelijkbaar was met dat van de Duitse Mercedes-coureur Nico Rosberg in de derde vrije training. In tegenstelling tot Rosberg wist Pérez de bandenstapel echter niet te ontwijken, waardoor de kwalificatie voor een half uur stil werd gelegd. Pérez hield een hersenschudding en een gekneusde dij over aan zijn avontuur en startte niet in de race. Sebastian Vettel van het team Red Bull Racing wist voor de vijfde keer dit seizoen de poleposition te veroveren. McLaren-coureur Jenson Button kwalificeerde als tweede en Vettels teamgenoot Mark Webber als derde. De tijd van Buttons teamgenoot Lewis Hamilton in het derde deel van de kwalificatie werd afgenomen, omdat hij de chicane afsneed. HRT-coureurs Narain Karthikeyan en Vitantonio Liuzzi namen niet deel aan de kwalificatie. Van de stewards mochten beide coureurs wel deelnemen aan de race, alhoewel ze in de vrije trainingen ook geen tijden neerzetten die binnen de 107%-regel vielen.

## Wedstrijdverloop
Vettel won ook de race, het was zijn vijfde overwinning van het seizoen 2011, Ferrari-coureur Fernando Alonso eindigde als tweede en Button als derde. De race werd gekenmerkt door verschillende ongelukken en enkele safety car-fases. De eerste safety car-fase vond plaats in ronde 32, toen McLaren-coureur Lewis Hamilton de Ferrari-rijder Felipe Massa toucheerde en de laatste even later bij het uitkomen van de tunnel in de vangrail reed. Hamilton kreeg -voor deze verkeerd uitgevallen inhaalactie- een drive-through penalty. De tweede safety car-fase was vanaf ronde 67, toen het leidende trio, bestaande uit Vettel, Alonso en Button, een aantal achterblijvers zou gaan inhalen en Toro Rosso-coureur Jaime Alguersuari op de achtervleugel van Hamilton reed, waarna de Renault-rijder Vitali Petrov in de vangrail reed. De Rus werd ter controle naar het ziekenhuis gebracht, waar al snel bleek dat hij geen ernstige verwondingen had opgelopen. Na vijf ronden achter de safety car werd besloten om de race stil te leggen. Nadat de race voor de laatste zes ronden werd herstart, reed Williams-coureur Pastor Maldonado op een zesde plaats, toen hij werd aangereden (bij een mislukte inhaalactie) door Hamilton. Maldonado viel hij uit door dit ongeval, Hamilton kon de race vervolgen. Hamilton kreeg hiervoor na de race een tijdstraf van twintig seconden. Teamgenoot van Maldonado Rubens Barrichello behaalde voor het eerst in 2011 punten voor Williams met een negende plaats, terwijl Sauber-rijder Kamui Kobayashi met een vijfde plaats zijn beste resultaat ooit behaalde.

## Kwalificatie tijden
| Pos                 | No | Coureur            | Constructeur         | Q1        | Q2       | Q3        | Grid |
| ------------------- | -- | ------------------ | -------------------- | --------- | -------- | --------- | ---- |
| 1                   | 1  | Sebastian Vettel   | Red Bull-Renault     | 1:15.606  | 1:14.277 | 1:13.556  | 1    |
| 2                   | 4  | Jenson Button      | McLaren-Mercedes     | 1:15.397  | 1:14.545 | 1:13.997  | 2    |
| 3                   | 2  | Mark Webber        | Red Bull-Renault     | 1:16.087  | 1:14.742 | 1:14.019  | 3    |
| 4                   | 5  | Fernando Alonso    | Ferrari              | 1:16.051  | 1:14.569 | 1:14.483  | 4    |
| 5                   | 7  | Michael Schumacher | Mercedes             | 1:16.092  | 1:14.981 | 1:14.682  | 5    |
| 6                   | 6  | Felipe Massa       | Ferrari              | 1:16.309  | 1:14.648 | 1:14.877  | 6    |
| 7                   | 8  | Nico Rosberg       | Mercedes             | 1:15.858  | 1:14.741 | 1:14.766  | 7    |
| 8                   | 12 | Pastor Maldonado   | Williams-Cosworth    | 1:15.819  | 1:15.545 | 1:16.528  | 8    |
| 9                   | 17 | Sergio Pérez       | Sauber-Ferrari       | 1:15.918  | 1:15.482 | geen tijd | DNS  |
| 10                  | 3  | Lewis Hamilton     | McLaren-Mercedes     | 1:15.207  | 1:14.275 | DSQ       | 9    |
| 11                  | 10 | Vitali Petrov      | Renault              | 1:16.378  | 1:15.815 |           | 10   |
| 12                  | 11 | Rubens Barrichello | Williams-Cosworth    | 1:16.616  | 1:15.826 |           | 11   |
| 13                  | 16 | Kamui Kobayashi    | Sauber-Ferrari       | 1:16.513  | 1:15.973 |           | 12   |
| 14                  | 15 | Paul di Resta      | Force India-Mercedes | 1:16.813  | 1:16.188 |           | 13   |
| 15                  | 14 | Adrian Sutil       | Force India-Mercedes | 1:16.600  | 1:16.121 |           | 14   |
| 16                  | 9  | Nick Heidfeld      | Renault              | 1:16.681  | 1:16.214 |           | 15   |
| 17                  | 18 | Sébastien Buemi    | Toro Rosso-Ferrari   | 1:16.358  | 1:16.300 |           | 16   |
| 18                  | 20 | Heikki Kovalainen  | Lotus–Renault        | 1:17.343  |          |           | 17   |
| 19                  | 21 | Jarno Trulli       | Lotus–Renault        | 1:17.381  |          |           | 18   |
| 20                  | 19 | Jaime Alguersuari  | Toro Rosso-Ferrari   | 1:17.820  |          |           | 19   |
| 21                  | 24 | Timo Glock         | Virgin–Cosworth      | 1:17.914  |          |           | 20   |
| 22                  | 25 | Jérôme d'Ambrosio  | Virgin–Cosworth      | 1:18.736  |          |           | 21   |
| 107% tijd: 1:20.471 |    |                    |                      |           |          |           |      |
| 23                  | 22 | Narain Karthikeyan | HRT–Cosworth         | geen tijd |          |           | 22   |
| 24                  | 23 | Vitantonio Liuzzi  | HRT–Cosworth         | geen tijd |          |           | 23   |

## Race
| Pos | No | Coureur            | Constructeur         | Rondes | Tijd/Oorzaak uitval     | Grid | Punten |
| --- | -- | ------------------ | -------------------- | ------ | ----------------------- | ---- | ------ |
| 1   | 1  | Sebastian Vettel   | Red Bull-Renault     | 78     | 2:09:38.373             | 1    | 25     |
| 2   | 5  | Fernando Alonso    | Ferrari              | 78     | +1.138                  | 4    | 18     |
| 3   | 4  | Jenson Button      | McLaren-Mercedes     | 78     | +2.378                  | 2    | 15     |
| 4   | 2  | Mark Webber        | Red Bull-Renault     | 78     | +23.101                 | 3    | 12     |
| 5   | 16 | Kamui Kobayashi    | Sauber-Ferrari       | 78     | +26.916                 | 12   | 10     |
| 6   | 3  | Lewis Hamilton     | McLaren-Mercedes     | 78     | +47.210                 | 9    | 8      |
| 7   | 14 | Adrian Sutil       | Force India-Mercedes | 77     | +1 ronde                | 14   | 6      |
| 8   | 9  | Nick Heidfeld      | Renault              | 77     | +1 ronde                | 15   | 4      |
| 9   | 11 | Rubens Barrichello | Williams-Cosworth    | 77     | +1 ronde                | 11   | 2      |
| 10  | 18 | Sébastien Buemi    | Toro Rosso-Ferrari   | 77     | +1 ronde                | 16   | 1      |
| 11  | 8  | Nico Rosberg       | Mercedes             | 76     | +2 ronden               | 7    |        |
| 12  | 15 | Paul di Resta      | Force India-Mercedes | 76     | +2 ronden               | 13   |        |
| 13  | 21 | Jarno Trulli       | Lotus-Renault        | 76     | +2 ronden               | 18   |        |
| 14  | 20 | Heikki Kovalainen  | Lotus-Renault        | 76     | +2 ronden               | 17   |        |
| 15  | 25 | Jérôme d'Ambrosio  | Virgin-Cosworth      | 75     | +3 ronden               | 21   |        |
| 16  | 23 | Vitantonio Liuzzi  | HRT-Cosworth         | 75     | +3 ronden               | 23   |        |
| 17  | 22 | Narain Karthikeyan | HRT-Cosworth         | 74     | +4 ronden               | 22   |        |
| 18  | 12 | Pastor Maldonado   | Williams-Cosworth    | 73     | Ongeluk                 | 8    |        |
| DNF | 10 | Vitali Petrov      | Renault              | 67     | Botsing                 | 10   |        |
| DNF | 19 | Jaime Alguersuari  | Toro Rosso-Ferrari   | 66     | Botsing                 | 19   |        |
| DNF | 6  | Felipe Massa       | Ferrari              | 32     | Ongeluk                 | 6    |        |
| DNF | 7  | Michael Schumacher | Mercedes             | 32     | Motor                   | 5    |        |
| DNF | 24 | Timo Glock         | Virgin-Cosworth      | 30     | Ophanging               | 20   |        |
| DNS | 17 | Sergio Pérez       | Sauber-Ferrari       | 0      | Ongeluk in kwalificatie | DNS  |        |

## Noot
- Dit was de 25ste Grand Prix-start voor een Russische en voor een Indiase coureur.
- Tiende snelste ronde voor Mark Webber.
- Dit was de 25ste podiumplaats voor Sebastian Vettel.